# Tipula bituberculata
Tipula bituberculata är en tvåvingeart som beskrevs av Doane 1901. Tipula bituberculata ingår i släktet Tipula och familjen storharkrankar. Inga underarter finns listade i Catalogue of Life.